# Rosay (Yvelines)
Rosay is een gemeente in het Franse departement Yvelines (regio Île-de-France) en telt 358 inwoners (2005). De plaats maakt deel uit van het arrondissement Mantes-la-Jolie.

## Geografie
De oppervlakte van Rosay bedraagt 4,5 km², de bevolkingsdichtheid is 79,6 inwoners per km².
De onderstaande kaart toont de ligging van Rosay (Yvelines) met de belangrijkste infrastructuur en aangrenzende gemeenten.

## Demografie
Onderstaande figuur toont het verloop van het inwonertal (bron: INSEE-tellingen).